# سنان بن الفتح الحراني
سنان بن الفتح الحراني (000-331 هـ /000 -942م)، عالم رياضيات. من مدينة حران.